# Air BC
Air BC était une compagnie aérienne régionale canadienne dont le siège social était situé à Richmond, en Colombie-Britannique, au Canada. Elle a ensuite fait partie d'Air Canada Jazz. Ce transporteur régional utilisait principalement des avions à turbopropulseurs, mais aussi des avions à réaction. Il s'agissait d'un transporteur d'Air Canada Connector pour le compte d'Air Canada par le biais d'une entente de partage de code.

## Histoire

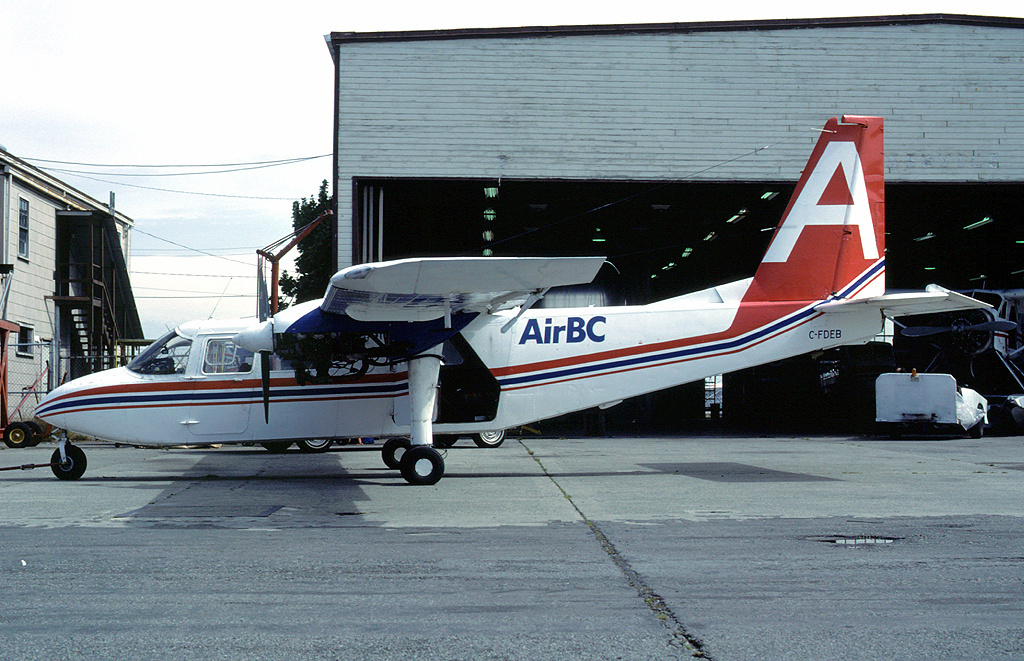
Un avion BN-2 Islander en 1983 à l'Aéroport international de Vancouver (YVR)

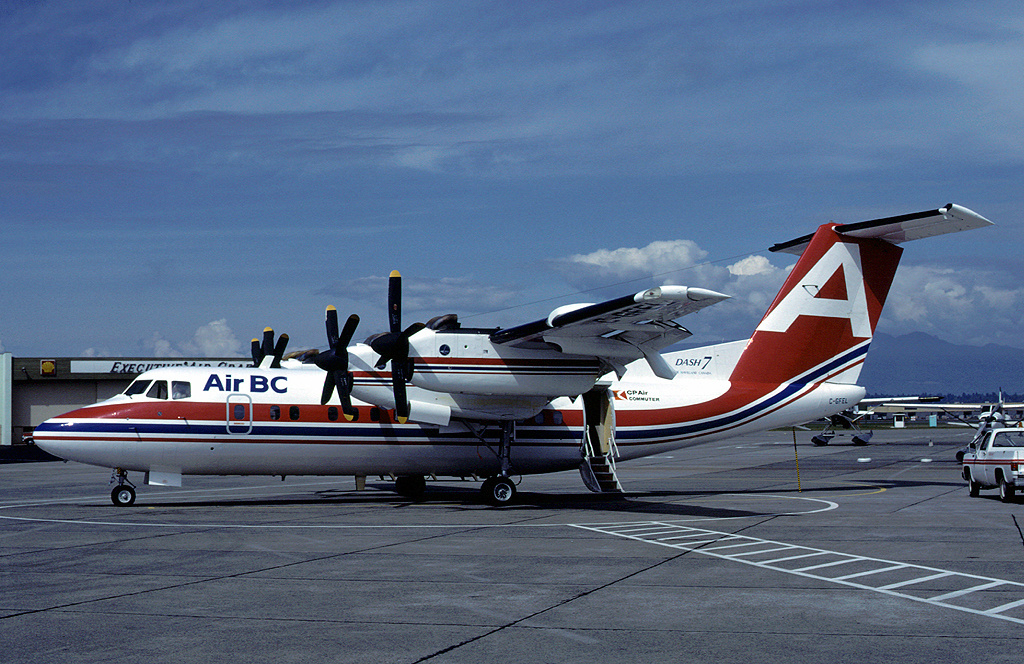
Un avion DHC-7 Dash 7 en 1983 à l'Aéroport international de Vancouver (YVR)

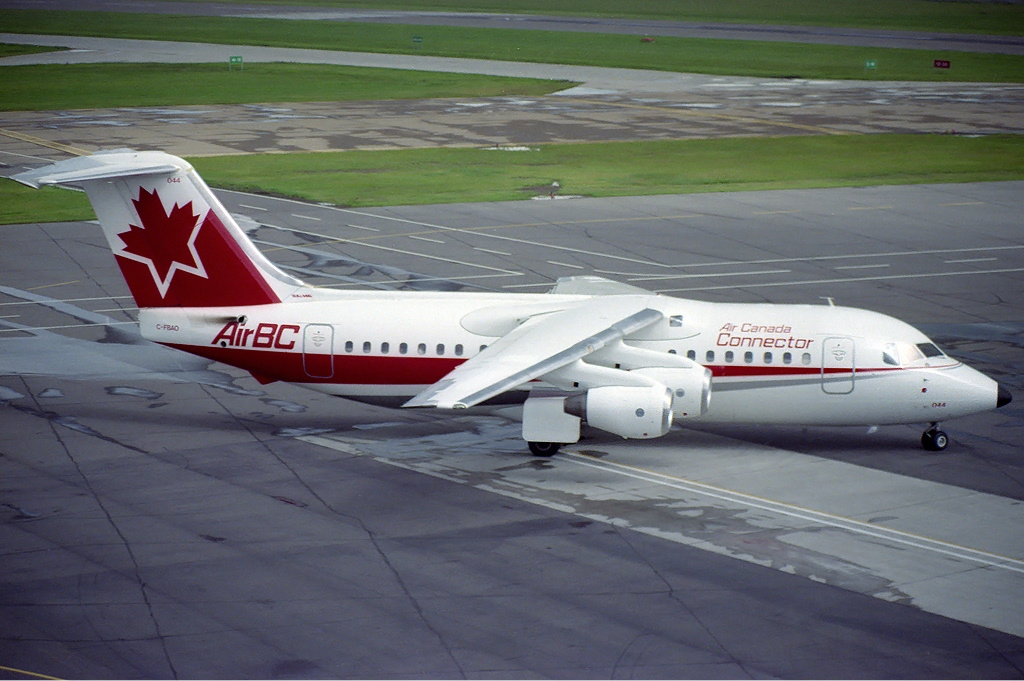
un BAe 146-200 dans la livraison d'Air Canada Connector en 1989 à l'aéroport Edmonton City Centre (YXD), aujourd'hui fermé

Le logo d'AirBC à la fin des années 1980, avant d'être racheté par Air Canada.

Air BC a été créée en 1980 après la fusion (par le Jim Pattison Group) d'un certain nombre de compagnies aériennes intérieures de la côte ouest : Calumet Air Service, Canadian Air Transit, Flight Operation, Gulf Air Aviation, Haida Airlines, Island Airlines, Omineca Air Services, Pacific Coast Air Services et West Coast Air Services. Une flotte combinée a vu le jour, comprenant des de Havilland Canada DHC-6 Twin Otter capables d'effectuer des vols à décollage et atterrissage courts, certains Twin Otter étant exploités comme hydravions. En 1983, des avions à turbopropulseurs DHC-7 Dash 7 capables de vols à basse altitude ont été livrés, puis en 1986, des avions à turbopropulseurs DHC-8 Dash 8-100 ont été acquis.
En 1987, Air Canada a acheté 85 % d'Air BC, et Air BC est devenue un partenaire régional d'Air Canada sous le nom d'Air Canada Connector. Air BC entre dans l'ère de l'avion à réaction en 1988 avec un appareil BAe 146-200 de British Aerospace, le seul type d'avion de ligne à réaction jamais exploité par le transporteur aérien. En 1994, la compagnie aérienne exploitait des Jetstream 31 de British Aerospace dans le cadre de ses services d'alimentation en partage de code avec Air Canada Connector. Des avions à turbopropulseurs DHC-8 Dash 8-300 allongés ont également été introduits. En mars 1995, Air Canada a acheté les actions restantes d'Air BC.
En janvier 2001, un nouveau transporteur fusionné appelé Air Canada Régional Inc. a été créé. Filiale en propriété exclusive d'Air Canada, cette société combinait les forces individuelles de cinq compagnies aériennes régionales - Air BC, Air Nova, Air Ontario, Air Alliance et les compagnies aériennes régionales canadiennes. La consolidation de ces cinq compagnies a été achevée en 2002 et a été marquée par le lancement d'un nouveau nom et d'une nouvelle marque : Air Canada Jazz.

## Destinations
Air BC desservait les destinations suivantes à l'automne 1991 au Canada et aux États-Unis, selon la carte des itinéraires de l'horaire du système Air BC - Air Canada Connector du 3 novembre 1991 ; en 1999, Air BC avait étendu son service Air Canada Connector et assurait un service de jet BAe 146-200 sans escale entre Edmonton et Denver.
 Alberta
- Calgary - Aéroport international de Calgary
- Edmonton - Aéroport international d'Edmonton
- Fort McMurray - Aéroport de Fort McMurray
- Grande Prairie - Aéroport de Grande Prairie
- Lethbridge - Aéroport de Lethbridge
- Lloydminster - Aéroport de Lloydminster
- Medicine Hat - Aéroport de Medicine Hat

 Colombie-Britannique
- Abbotsford - Aéroport d'Abbotsford
- Campbell River - Aéroport de Campbell River
- Castlegar - Aéroport régional de West Kootenay
- Comox - Aéroport de Comox
- Cranbrook - Aéroport de Cranbrook/Rocheuses canadiennes
- Dawson Creek - Aéroport de Dawson Creek
- Kamloops - Aéroport de Kamloops-Fulton Field
- Kelowna - Aéroport international de Kelowna
- Nanaimo - Aéroport de Nanaimo
- Penticton - Aéroport régional de Penticton
- Powell River - Aéroport de Powell River
- Prince George - Aéroport de Prince George
- Prince Rupert - Aéroport de Prince Rupert
- Quesnel - Aéroport de Quesnel
- Sandspit - Aéroport de Sandspit
- Terrace - Aéroport régional du Nord-Ouest Terrace-Kitimat
- Vancouver - Aéroport international de Vancouver
- Victoria - Aéroport international de Victoria
- Williams Lake - Aéroport de Williams Lake

 Manitoba
- Winnipeg - Aéroport international James Armstrong Richardson de Winnipeg

 Saskatchewan
- Regina - Aéroport international de Regina
- Saskatoon - Aéroport international John G. Diefenbaker de Saskatoon

 États-Unis
- Denver, CO - Aéroport international de Denver
- Las Vegas, NV - Aéroport international McCarran
- Portland, OR - Aéroport international de Portland
- Seattle, WA - Aéroport international de Seattle-Tacoma

## Flotte
Parmi les avions utilisés par Air BC, citons :
- British Aerospace BAe 146-200 - seul type d'avion à réaction exploité par Air BC
- British Aerospace BAe Jetstream 31
- Britten Norman BN-2A Islander
- de Havilland Canada DHC-6 Twin Otter
- de Havilland Canada DHC-7 Dash 7
- de Havilland Canada DHC-8-100 Dash 8 (version standard des séries 100)
- de Havilland Canada DHC-8-300 Dash 8 (version allongée des séries 300)